# Dasythorax hirsutula
Dasythorax hirsutula là một loài bướm đêm trong họ Noctuidae.